# Jelling Musikfestival
 Der er for få eller ingen kildehenvisninger i denne artikel, hvilket er et problem. Du kan hjælpe ved at angive troværdige kilder til de påstande, som fremføres i artiklen.

Jelling Musikfestival (JMF) er en musikfestival, der foregår over fire dage i den sydjyske by Jelling. Festivalen foregår altid den sidste weekend i maj og havde i 2016 over 38.000 betalende gæster og cirka 4.000 frivillige hjælpere, det gør festivalen til den tredjestørste i Danmark. 
Musikalsk dækker JMF overvejende genrerne Pop og Rock. Det typiske program indeholder 2-3 internationale navne, der sammen med flere etablerede danske navne trækker en række unge og nyere artister ind i rampelyset. For at understøtte dette fokus er JMF også hovedaktør bag talentkonkurrencen Quasar Rock, hvor vinderen automatisk får plads på det efterfølgende års program.
Festivalen afvikles på Festivalpladsen i den vestlige ende af Jelling. Den afholdes af Festivalforeningen og støttes af Festivalfonden af 2006.
Festivalforeningen, der afholder festivalen, er momsfritaget og uddeler hele sit eventuelle overskud ud til velgørende formål.

## Historie
Festivalen startede i 1989 med det formål at støtte den lokale fodboldklub. De syv lokale fodboldspillere Lars 'Charlie' Mortensen, Bo Højrup, Lars Dam, Ole Kristensen, Kim Jørgensen, Kim Johansen og Ole Thøgersen planlagde den første festival. Hovednavnet var Erik Clausen, som blev suppleret af lokale amatørbands fra Vejle og omegn. Selvom der var gratis entre, blev der et stort overskud. Derfor blev der lavet endnu en festival året efter. Entreen var her 25 kroner, og festivalen blev igen en succes. Flere professionelle bands havde denne gang fundet vej til plakaten.
I løbet af 90´erne udviklede festivalen sig mere og mere. 1994 blev festivalen udvidet til et todages arrangement, og det blev i det hele tage festivalens helt store gennembrudsår. I 1995 kom Status Quo på plakaten. 10.000 mennesker indløste billet, og Jelling Musikfestival rykkede op blandt de store danske festivaler. Siden har festivalen udviklet sig endnu mere og regnes i dag for at være Danmarks 3. største, efter Roskilde Festival og Smukfest i Skanderborg.
Siden 2006 er festivalen drevet som en erhvervsdrivende fond med festivalens stifter, Lars 'Charlie' Mortensen, som direktør. Efter festivalen 2022 trådte han dog tilbage for blandt andet at sejle på langfart, og overlod den øverste ledelse til en trio bestående af Line Mosfelt, Gaute Parbo og Jeppe Wojcik.

## Optrædende
| Liste over optrædende gennem årene | |
| --- | --- |
| Gain, City Band, Gisp, De FÅ RÅ, Brdr. Berg, Sharon Back, Jennum Farmer Band, Jelling Spillemændene, ERIK CLAUSEN, Nørregårds Jazzkapel, Sved pÅ panden, Midland Swingband, LFO (Lidet Flatterende Omtale), D`yane D`yane, Disasters, The Unauthorized Lullaby Choir. Walter Trout (USA), Christianhavns Blues Band, Gert Vincent og Sit Orkester, Momband, Duerne, Benny Bad Man`s Blues Band, Anders Puh`Band, Tune The Prunes, LFO, Lullaby Choir, Sharon Back, Midtland, Jelling Spillemændene, Asger & Anders, Nørregårds, og Whailing Willies Lars Lilholt Band, Lasse & Mathilde, Allan Olsen & Norlan, Landkrabberne, Marock, Plimsoul, Jazz"sters, Deadenders, LFO, Anders Puh`Band, Jelling Spillemændene, NørgÅrds Jazz Kapel, Tune The Prunes, Hovederne. Lars Lilholt Band, Poul Krebs og Bookhouse Boys samt Thomas Kjellerup, Darleens, Nils m. Billy Cross, Sticks`N`Fire, Plimsoul, Marock, Aroganze, T Birds, Midtland Swingband, Jazzisters, LFO, John Lever Stadig, The Old Danish Bluegrass boys, Nørgaards Jazz kapel Shu-Bi-Dua, Dave Hole & Band (Australien), Sweethearts, Kristian Lilholt, Gert Vincent, MT Puse, Greene, Third Stone From The Sun, Malthe & Co, T Birds, Sticks`N`Fire, Mendicant Friar, O`Malley Band, Tune The Prunes, Sixty Four, John Lever Stadig, Pearly Gates. tv·2, Lars Lilholt Band, Malurt, Allan Olsen & Norlan, Otto Brandenburg, Sticks N`Fire, Backseatboys, Poul Dissing, Nice Little Penguins, De Gyldne Løver, Peter og de andre kopier, T. Birds, Mojo Risin, Backsoon, O`Malley Band, Mujazza, MT Puse & Vejle Amts Big Band Status Quo (GB), Thomas Helmig, Henning Stærk, Johnny Madsen, Poul Krebs & De små Sentationer, C.V. Jørgensen, Backseatboys, Mek Pek, Sticks`N`Fire, Tørfisk, Rubberband; Finn Ziegler, Mike Whellans (ir), Hans Blues & Boogie (D), Mojo Risin, W.S.A, Peter og de andre kopier, T Birds, Rattlesnake, Blind Fate, Another Fine Mezz, Caught Redhanded, Over The Hill. Nils Lofgren (USA), Uriah Heep, Gnags, tv·2, Sort Sol, Kim Larsen, Big Fat Snake, Lars Lilholt Band, Svend Asmussen, Trio Rococo, Soul For Sale, Tamra Rosanes, Baal, Blues Mobil Band (geo), Søren Krogh & Sønner, Poul Dissing, Søgård & Von Dale, Mortenborg, Cirkus Skunk D-A-D, Sanne Salomonsen, Katrina & The Waves (UK), Manfred Mann`s Eath Band, Østkyst Hustlers, Lars Lilholt Band, Johnny Madsen, Hotel Hunger, Backseat, Rob Tognoni (aus), Hej Frede, Peter & De Andre Kopier, Four Jacks, Lone Kellermann, T.Y.G, Ivan Sand & Rust, Sigurd Barrett, Erling Erlang, Ole Friss, Flow, La Danza, Hans Blues & Boogie(D), Fabolous Hooligans, Family Groove, The Bang, Sixty Four, Orange Peel. Backmann Turner Overdrive (can), tv 2, Poul Krebs, Steve Harley & The Cockney Rebel, Lars Lilholt Band, Lis Sørensen, The Commitments, Humleridderne, DR. Feelgood (uk), Randi Laubek, Allan Olsen, Wolfstone, Pockets, Flemming Bamse Jørgensen, Ester Brohus, Hej Frede, Papkasseshow, Dissing Dissing Von Dale & Dissing, Kaare Norge & Kassandra Kvartetten, Annione, Bluebirds (S), Sigurd Barrtett, Rollin Stones, An`desol (Bol), Katbeat, Malthe & Co, Camden, Littlefish, LFO, Sixty Four, Byens Bedste Kor, Jelling Semnariums Bigband Konferencier var Hans Otto, Megabody /Jacob Due og Ib Grunnet. Del Amitri (sco), Big Fat Snake, Kim Larsen & Kjukken, The Commitments (irl), Oysterband (GB), Lars Lilholt Band, Johnny Madsen, Christina, Dodo & The Dodos, Ibens, Østkyst Hustlers, Venter På Far, Hotel Hunger, Zididada, Jette Torp, Jan Glæsels Orkester, Blues Brothers Souvenirshow, Sweethearts, Diva, Ulla Henningsen, Alex Nyborg Madsen Trio, Rock Nalle, Sigurd Barrett, Esben Just Trio, Søren Krogh, Hit m. 80'rne, Tintin & Hårtørrerne, Camden, Kick The Kangaroo, Ole Frimer Band, Pork, Sixty Four, Jelling Seminariums Bigband, Byens Bedste Kor, Rockpiraterne, Store Kassa. Bill Wyman (US), Runrig (sco), Gnags, Poul Krebs, Big Fat Snake, Kashmir, Lars Lilholt Band, Marie Frank, Creamy, Love Shop, Inside The Whale, Åge Aleksandersen (N), Peter Belli & De Nye Rivaler, Savage Affair, Nikolaj & Piloterne, Etta Cameron, Dave Hole (Aus), Sigurd Barrett, Ivan Pedersen trio, Under Byen, Stig Møller Trio, Carsten Knudsen & Bermudatrekanten, Klassens Tykke Dreng, Junior, Hit m`80`erne, God`s Comic, Slidt & Solidt, Blues Brothers, Blue Karina & The Texas King Bees, Superlim, Midnight Mission, Sixty Four. Konferencier var som altid Hans Otto Bisgaard, Frank Megabody og Ib Grunnet. Andrew Strong (GB), Chumbawamba (GB), Erann DD, Sanne Salomonsen, Kim Larsen & Kjukken, Tim Christensen, Sort Sol, Safri Duo, Lars Lilholt, Michael Learns To Rock, Zididada, Allan Olsen, Johnny Madsen, Lis Sørensen, Danser Med Drenge, Pretty Maids, Åge Aleksandersen (N), Natural Born Hippies, Killer Queen, Creamy, Outlandish, The Anthology of The Beatles (GB), Tyr (Færøerne), Cross Schack & Ostermann, Skousen & Ingemann, Kim Sjøgren, Peter Belli, Savage Affair, Kick The Kangaroo, Hopscotch, The Powls, Olesen-Olesen, J.Tex, Pure (0`ties, Little Beavers, JJ & His Blues Engine, Backsoon, Petter & Stoffer, The Wang Dang Doodle Band, Sixty Four, Johnny Nørmøller, Copy Right, Anne Dueholm & Henrik Kunz, Rust. Bryan Ferry (UK), Oysterband (GB), Gnags, TV2, Cowgirls, Lars Lilholt Band, Zindy Kuku Boogaloo, Saybia, Eye Q, Christian, Danser Med Drenge, På Slaget 12, Jupiter Day, Baal, Hotel Hunger, Marie Frank, Swan Lee, Nikolaj & Piloterne, Turn on Tina, Killer Queen, Ester Brohus, Ivan Petersen, Frede Fup, Jette Torp med band, Basix, Tørfisk, Sylvester Larsen, Sigurds Bjørnetime, Back in Black, Allan Vegenfeldt, Pur 80`ties, Rust, Sixty Four, Get Back, Neptune`s Nest, Decaf, Camden, Morild, Jelling Semnariets Bigband, Byens Bedste Kor, Store Kassa, Hans Otto Bisgaard, Frank ”Megabody” Damgård og Ib Grunnet Status Quo (UK), Kim Larsen, Slade (UK), Nik & Jay, Poul Krebs, Gnags, Tim Christensen, Big Fat Snake, Lars Lilholt Band, Hanne Boel, Johnny Madsen, Pretty Maids, Carpark North, Bamses Venner, Killer Queen, Niels Skousen, Tørfisk, Mike Tramp, Kaizers Orchestra (N), Neighbours, Sparkler, Stripclub Junkies, Luna Park, Kick The Kangaroo, Roben & Knud, Kira & The Kindred Spirits, Racing Ape, Rikke Mølgaard & Kansas City Stompers, New Jersey, Dizzy Mizz Piggy, Padlock Chain, Inis Fail, Divin Ducks, Help From My Friends, Tournesol, Sgt. Pepper, Spleen United, Kristian Løhde & Venner, Rust, Brandur (F), As We Fight, Deja Vu (F), Sixty Four, Hobo, Bridge The Gap, KiKi, Gorgonzola, Byens Bedste Kor Konferencier var Hans Otto Bisgaard, Frank Megabody samt Mikkel Blauenfeldt. Sidst nævnte afløste ”Bøverdingens” mange årige konferencier Ib Grunnet der døde inden festivalen i 2003. B.B. King (USA), D-A-D, TV 2, Patrik Isaksson (S), Tim Christensen, Shu-bi-dua, Lars H.U.G, Jokeren, Lars Lilholt Band, The Sandmen, Swan Lee, Tue West, C21, Johnny Madsen, Bent Fabricius Bjerre, Peter Belli Dear, Baby Woodrose, Grand Avenue, Klondyke, Monopol, Peter & De Andre Kopier, Die Herren, Roben & Knud, Ronni Støm m. band, Hanna Sisters (Irl), Rick Vito & The Lucky Devils (USA), Sylvester Larsen Jordan`s Drive, The Powls, Sticks N`Fire, The Collins, Cross Schack & Ostermann, Ivan Pedersen, Sp Just & Frost, Nørmølle, Deiggj (F), Vildnis, Tom Donovan (Irl), Potters Jig, Tournesol, Spion, King Beez, The Floydians, Sixty Four, Dansk Djas , CVU Big Band. Scorpions (D), Kim Larsen, Thomas Helmig, Kashmir, Poul Krebs, Savage Rose, Lars Lilholt Band, Saybia, Beth Hart (USA), Nik & Jay, Zididada, Hanne Boel, Cartoons, Niarn, Peter Sommer, Teitur (F), Infernal, Laid Back, Shout, Benny Holst, Baal, Killer Queen, Juncker, Die Herren, Johnny Reimar, Keld & Hilda, Bramsen & Svarrer, Pia Raug, Tamra Rosanes, Rasmus Nøhr, Søren Krogh, De Syngende Lussinger, Vildnis, Cross Schack & Ostermann, The Loft, The Powls, Gudrun (F), Tom Donovan (Irl), Imitators, Ataf, Surfact, Lipid, Glam Gang, Padlock Chain, Cruise, Roger & Over, Ole & Karla, 14 Red Ladies, Farvelachic, Dansk Djas, Oh Happy Days, Den Danske Mafia, Low Down Deeper, CVU Big Band, Hobo, Syngepigerne. Konferencier var i 2005: Hans Otto Bisgaard, Frank Megabody, Mikkel Blauenfeldt og Annette Heick. TEXAS (sco), D-A-D, Kim Larsen, TV 2, Gnags, Beth Hart (USA), Lilholt, Kashmir, Bikstok Røgsystem, Johnny Madsen, Outlandish, Michael Falch, Allan Olsen m. band, Spleen United, Magtens Korridorer, Marie Frank, Pink Floyd Project, Loes Bothers, Venter På Far, The Blue Van, Peter Viskinde, Coolsville, The Alpine, Juncker, Kitty Wu, Ski High (S), Beatles Revival (CZ), Backseat, Poul Halberg Trio, Simon Mathew, Back In Black, The Original Abba Revival, Dizzy Miss Piggy, Perry Stenbäck band, Ester Brohus, Stig Møller Trio, Mads Langer, Eivør Pálsdóttir (F), Peter Abrahamsen & Bell Pepper Boys, Annione, Kristian Lilholt, Sigurd Barrett, Den Danske Mafia, Rock Hard Power Spray, The Amarantsh & Maria Viskonti, Imitators, Tournesol, Krackerjack, Housebreakers, Bjørn og Johnny, Lasse & Mathilde, Gry, Vejgaards Tårnblæserlaug, Ground Zero, Sixty Four, Hans & Trine, Store Kassa, Young Black & Silver, Patrick Alexander, Syngepigerne, Frank & Vasen, Thulla Bandulla Band, The Poet Bastards, Dansk Djas, KÅ, Padlock Chain, Metropol, Dream Dance, Schmidt, CVU Big Band. Deep Purple (UK), Bloodhound Gang (US), Kim Larsen & Kjukken, D-A-D, Thomas Helmig, Big Fat Snake, Nik & Jay, Bamse, Poul Krebs, Lars Lilholt Band, Danser Med Drenge, Shu-Bi-Dua, Johnny Madsen, The Sandmen, Die Dummen Dänen, Johnson, Moi Caprice, Oh No Ono, Juncker, Peter Sommer, Natasja, Mani Spinx, The Pink Floyd Project, Røde Mor, Niels Skousen (m. band), Hush, Bryan Rice, Alphabeat, Led Zeppelin Jam, Nordstrøm, Ella Rouge (S), Benny Holst Trio, The McCalmans (SCO), Neighbors, A Kid Hereafter, Blue Junction, Den Røde Tråd, Sylvester Larsen, Sparkplug, Søren Krogh (m. band), Sigurd and the Cigars, Thomas Buttenschön, Lisa Vegas, Karoline Hausted, Bjørn Tidmand, Bramsen & Svarrer, Placenta, Frank Florczak, Tournesol, Zaibatsu, De Glade Sømænd, Vejgaards Taarnblæserlaug, Blue Wild Angel, The Texas Kingbees, Perry Steinbäck Band, The Powls, Cruise, Metropol, Back to Blue, Klark, Patrick Alexander, Sigurds Bjørne Trio, Den Danske Mafia, Cirkus Mongo, Færøsk Awards, Syngepigerne, Sixty Four, Dansk Djas, CVU Big Band. Konferencier var i 2007: Hans Otto Bisgaard, Frank Megabody, Mikkel Blauenfeldt, Torben Jacobsen og Henning Klausen. Bryan Adams (CAN), John Fogerty (US), Runrig (SCO), TV2, Volbeat, The Raveonettes, Gnags, Spleen United, Lars Lilholt Band, Savage Rose, Rugsted & Kreutzfeldt, Sebastian, Magtens Korridorer, Mikael Wiehe (S), Johnson, Blue Foundation, Figurines, Backseat, Tørfisk, Marie Key Band, The Floor is Made of Lava, Per Vers & Ole Omkvæd, Neighbours, Rock Hard Power Spray, Marvel Hill, Birthe Kjær & Gemalerne, Thomas Buttenschøn, Surfact, Rock Nalle Trio, Ibrahim Electric, The Powls, Hooters Blues Band (US), Boys In A Band (FO), Tom Donovan (IRL), Didium & The Black Bonnie Picture, Back in Black, Kiss Me I'm Danish, Vejgaards Taarnblæserlaug, Hit Med 80'erne, Perry Steinbäck Band, C.S. Nielsen, Klaus Wunderhits, Imitators, Torben Chris, Sophia Mai Orchestra, De Glade Sømænd, De Røde Heste, Kisser & Søren, Mudbux, Back to Blue, Rust, Housebreakers, Sixty Four, L.F.O., Sebastian Klein, Cirkus Mongo, Jelling Spillemandslaug, UCL Big Band, Second Society, Tim Schou Band, Wake Up Jacob, Tetris-Therapy, Shire, Rene, Syngepigerne. Konferencier var i 2008: Hans Otto Bisgaard, Frank Megabody, Mikkel Blauenfeldt, Torben Jacobsen og Henning Klausen. ROD STEWART, KAISER CHIEFS(UK), BLACK STAR RIDERS(US), D-A-D, NIK & JAY, TV·2, L.O.C., CARPARK NORTH, SUSPEKT, MADS LANGER, KIM LARSEN & KJUKKEN, UKENDT KUNSTNER, MAGTENS KORRIDORER, FOLKEKLUBBEN, KREBSFALCH, THE SAVAGE ROSE, GULDDRENG, KARL WILLIAM, JOHNNY DELUXE feat. CHRISTIAN BRØNS, BISSE, HJALMER, HANNE BOEL, RASMUS WALTER, ALEX VARGAS, PHLAKE, ALLAN OLSEN & BAND, P3 LÅGSUS m/ BRANDON BEAL, KIDD & VILD $MITH, JACOB DINESEN, LARS LILHOLT BAND, JOHNNY MADSEN BAND, PRETTY MAIDS, JØRGEN DE MYLIUS m/ELDORADO, DE DANSKE HYRDER, CHIEF 1, PETER BELLI, CHINAH, CLEMENS “REGNSKABETS TIME”, BLÆS BUKKI, JOKEREN & ATAF, PLIGTEN KALDER, LOWRIDER BETTY, MATHILDE FALCH, MIKE ANDERSEN, KAJSA VALA, , JAKOB SVEISTRUP, NIKLAS SCHNEIDERMANN, SKULLCLUB, THE POWLS, MARTIN JØNSSON BLUES & BOOGIE COMBO, TÅRN, RASMUS MATTHIESEN, FRANTZEN & NORLYK, ROCK & COMEDY m/MEK PEK & JAN SVARRER, SYNGEPIGERNE, DJURSLAND SPILLEMÆNDENE DUO, KENNETH DUPONT, LOVE TALK AKUSTISK, RUST, HANS HENRIK STEPHANSEN, GAS-BI-DUA, DEN DANSKE MAFIA, D.O.D.XL, TREES IN TORONTO, PADLOCK CHAIN, ROLLED UP SLEEVES, THE WOODSTOCK EXPERIENCE, , IN LONELY MAJESTY, MIKE TRAMP & BAND OF BROTHERS, NEANDERS, TOM DONOVAN, SUPERSCUM, TOURNESOL, SWINGERIET, HAVEFORENINGEN, DANSK DJAS, STIG MØLLER TRIO m/PETER INGEMANN, NIELS SKOUSEN, FRIBYTTERDRØMME, JELLING BIGBAND, METROPOL, PERRY STENBÄCK & DEKADANSORKESTERN, SIXTY FOUR, SHE’S A SAILOR, SORTE FUGLE, SILJE HOLTAN, LASSE & MATHILDE + SØREN KROGH, PELICAN BEACH, VIL DU DANSE. QUASAR FINALEN: PELICAN BEACH, KONFERENCIER: ANDERS BREINHOLT, FRANK MEGABODY, TAGE & LARS, MIKKEL BLAUENFELDT, PETER BEIERHOLM, JACOB DUE HANSEN. Nickelback (CAN), James Blunt (UK), Suzi Quatro (US), Thomas Helmig, Nik & Jay, Rasmus Seebach, Dizzy Mizz Lizzy, Mew, Aqua, C.V. Jørgensen, Mads Langer, The Minds of 99, Medina, Jacob Dinesen, Scarlet Pleasure, Magtens Korridorer, Poul Krebs, Johnny Madsen Band, Kesi, Michael Falch & Dét Band, Gangway, Benal, Hugo Helmig, Karl William, Wafande, Lars Lilholt Band, Aura, Jonah Blacksmith, Hush, Hudson Taylor (IRL), Djämes Braun, Shaka Loveless, Carl Emil Petersen, Rasmus Bjergs John Mogensen Show, Go Go Berlin, The Asteroids Galaxy Tour, Rocazino, De Danske Hyrder, Ida Nielsen & band, Soleima, Faustix, Hjalmer, Hardinger Band, Queen Machine, Pligten Kalder, Mathilde Falch m. band, Ivan Pedersen Trio, Ester Brohus, Dissing & Las Trio, Kristian Lilholt, Neighbours & Friends, Keminova Cowboys, The Radar Post, Uffe Lorenzen, Humørekspressen, Roamer Street Rag Band (D), Anders Breinholt & Anders Lund Madsen Podcast, Erik Clausen, Jørgen De Mylius, Rasmus Lyberth Band, Almost AC/DC, Tom Donovan (IRL), Hook Herrera & the Helping Hand Band (US/DK), Slåbrock Band, Tainted Lady, Bite The Bullet, The Beatophonics, Stand-up for Jelling feat. Torben Chris, Karsten Green & Ruben Søltoft, Vil Du Danse, Sgt. Pepper, Pelican Beach, John Schmidt, The Boy That Got Away, Black Sabbath Tribute, Jævnstrøm, Michael Lund Band, Haveforeningen, Los Fuegos, Metropol, Båndsalat, Padlock Chain, Kenneth Dupont, Syngepigerne, Rust, Sofaen, Hans Henrik Stephansen, Jelling Swingeri, Lars & The Quiet Child, Jelling Bigband, Gwænno, Casper Iskov, Jelling Spillemændende. ZZ TOP (US), THE PRETENDERS (US/UK), GEORGE EZRA (UK), THE MAVERICKS (US), LITTLE STEVEN AND THE DISCIPLES OF SOUL (US), NEPHEW, NIK & JAY, L.O.C., THE MINDS OF 99, CHRISTOPHER, SAVEUS, TV·2, PETER SOMMER & TIGGERNE, BIKSTOK, POUL KREBS & BAND, MARTIN JENSEN, MICHAEL LEARNS TO ROCK. PHLAKE, GNAGS, RASMUS WALTER, JACOB DINESEN, ITALOBROTHERS (D), FOLKEKLUBBEN, MAGTENS KORRIDORER, BIRTHE KJÆR & FEEL GOOD BAND, UDE AF KONTRO, DE DANSKE HYRDER, LARS LILHOLT BAND, DJÄMES BRAUN, NICKLAS SAHL, MALTE EBER, HUGO HELMIG, SØREN HUSS, JOHNNY MADSEN BAND, PEDE B, CARL EMIL PETERSEN , HJALMER, BARSELONA, DICTE+HEMPLER, THØGER DIXGAARD / ALEXANDER OSCAR, FOOL, DIE HERREN, PLIGTEN KALDER, IAMJJ, LIGHTWAVE EMPIRE, SØREN KROGH m. band, NALLE & HIS CRAZY IVANS feat. Søren Rislund, PODCAST m. Anders Breinholt & Anders Lund Madsen, ROAMER STREET RAG BAND (D), ROSEGOLD, PELICAN BEACH, THOMAS HELMIG JAM, QUEEN OF DENMARK, BON JOVI JAM, SGT. PEPPER, GRARUP ALLSTARS, SONJA HALD, JAZZHOLES, GWÆNNO, BÅNDSALAT feat. MARY J., BAMSE MADSEN BAND, RASMUS BJERGS JOHN MOGENSEN SHOW, JUNCKER, THE GRENADINES, DØR NR. 13, THE POWLS, STIG MØLLER & PETER INGEMANN m. band, SKULLCLUB, JELLING BIG BAND, 2ND STRIKE, RUST, NANA SCHWARTZLOSE, ROCK PARADE, PADLOCK CHAIN, PETER EBBERFELD, MORE JACKS, JØRGEN DE MYLIUS, TOM DONOVAN (IRL), KRIS HERMAN, LAURA MO, METROPOL, HUMØREKSPRESSEN, PER BOVÉ, ALMOST AC/DC, APOLLOKORET, DIRE STRAITS PROJECT, SYNGEPIGERNE, STAND-UP: Torben Chris, Christian Fuhlendorff, Karsten Green, Dan Andersen & Steen Molzen, QUASAR FINALE: Drabant, Exotic Ice, TrailerPark:Jesus, SOMEOVUS Aflyst grundet corona. DURAN DURAN (UK), THE MINDS OF 99, MØ, CHRIS NORMAN (UK), D-A-D, DREW SYCAMORE, FOLKEKLUBBEN, GNAGS, JADA, JUNG, LARS LILHOLT BAND, LORD SIVA, MALURT, MAGTENS KORRIDORER, MARTIN JENSEN, SPLEEN UNITED, SUSPEKT, TV-2, Alberte Winding, Alex Vargas, Allan Olsen, Andreas Odbjerg, Benjamin Hav & Familien, Birthe Kjær & Feel Good Band, Clara, Dorthe Gerlach, Faustix, Hjalmer, Hugorm, Jacob Dinesen, Jimilian, John M. Rasmus Bjerg, Johnson, Jonah Blacksmith, Joyce, Kellermensch, Poul Krebs, Ronnie Atkins, Rugsted & Kreutzfeldt, Skagarack, Sko/Torp, Stine Bramsen, Tobias Rahim, Aksglæde, Almost AC/DC, Alex Nyborg Madsen & A Circle of Friends, Back on the Horse, Bamse Madsen Band, Baseløs, Bryan Adams Tribute, Båndsalat feat. Sally, Chinah, Decco Band, Den Grimmeste Mand I Byen, Dopha, Ekspressen, Esben Svane, Fabräk, Finnegan's Hell (S), Freja Kirk, Jelling Big Band, Jeppesen & De Utrolige, Jørgen De Mylius, Kalaset, Kejser Larsen Band, Kristian Løhde Kærsaa & The Bucket List, Lipid, Maja & De Sarte Sjæle, Martin Jønsson Blues & Boogie Combo, Mekdes, Metropol, Moore Lizzy, Padlock Chain, Patina, Perry Stenbäck & Dekadansorkestern, Pligten Kalder, Roamer Street Rag Band (D), Skullclub, Statisk, Stig Møller & Peter Ingemann Band, Syngepigerne, The Boss - Tribute To Springsteen, The Midnight Special, The Powls, Thorbjørn Risager & Emil Balsgaard, Tom Donovan, Troels Gustavsen, Tørfisk, Velvet Volume, Walter Trout (US), Zar Paulo, Efterklang af Gorm Den Gamle, Vanvittig Verdenshistorie, Fællessang m. Brandbjerg Højskole, Silent Disco. Stand-up: Torben Chris, Jonas Mogensen, Karsten Green, Steen Molzen. Quasar: Denana, Magnus Østergaard, SARC, PVSO. Konferencier var i 2022: Anders Breinholt, Frank Megabody, Hoffe, Mikkel Blauenfeldt, Peter Beierholm og Tage Jørgensen. WESTLIFE (US), LEWIS CAPALDI (SCO), LUKAS GRAHAM, SHAKIN’ STEVENS (UK), Nik & Jay, Dizzy Mizz Lizzy, Tobias Rahim, Medina, Tessa, TV-2, Carpark North, Andreas Odbjerg, HUGORM, Drew Sycamore, Annika Aakjær, Benjamin Hav & Familien, Jonah Blacksmith, KATO, Dodo & The Dodo's, Birthe Kjær & Feel Good Band, Sanne Salomonsen & Electric Guitars, Malte Ebert, Blæst, Swan Lee, Artigeardit, Katinka Band, Ude Af Kontrol, Lamin, Lars Lilholt Band, D1MA, Dave Evans, Benny Jamz, Pil, Emil Lange, Lasse Skriver, PRISMA, Rocazino, Henning Stærk, Johnny Deluxe, Eee Gee, Rikke Thomsen, Soleima, Pauline, Moonjam, LÅGSUS, Jørgen De Mylius, JJ Paulo, Katrine Muff – Fællessang, Hardinger Band, GOBS, Ganger, Martin Kanstrup, Safri Duo, Niarn, Kalaset, Niels Skousen, Ekspressen, Ericka Jane, Christian Brøns, Ester Brohus & Knud Møller, Jaxstyle, Svaneborg Kardyb, Beatroots, Ibrahim Electric, The Powls, Superloader, Freddy & The Phantoms, Fräulein, Ida Laurberg, Stine Klingsten, Gasoline, The Boyband, Bamse Madsen Band, Black Sabbath Tribute, John Mogensen Jam, Bagstiv, Metropol, Tom Donovan, Perry Stenbäck og Dekadans, Den Grimmeste, Mand i byen, Padlock Chain, Kjartan Bue, Fællessang m. Brandbjerg Højskole, Jelling Big Band, Jelling Spillemændene, Syngepigerne, DJ Adam Bak: Dronning Thyra, Led Lørdag: The Sandmen, Kellermensch, Bersærk, Tak Rock præsenterer: Sorthandsk, Rage Again, Keen On Queen. Quasar-finale: BÆNCH · GUNILLA · Mads Langelund · Tiger På Spring Konferencier var i 2023: Anders Breinholt, Frank Megabody, Hoffe, Mikkel Blauenfeldt, Peter Beierholm og Tage Jørgensen. | |
| | Der er ingen kildehenvisninger i dette afsnit, hvilket er et problem. Begrundelsen kan findes på diskussionssiden eller i artikelhistorikken. Du kan hjælpe ved at angive kilder til de påstande, der fremføres. Hvis ikke der tilføjes kilder, vil artiklen muligvis blive slettet (april 2024) (Lær hvordan og hvornår man kan fjerne denne skabelonbesked) |

## Store navne
Jelling Musikfestival har en tradition om at have et- eller to store internationale hovednavne. Følgende bands/kunstnere har været topnavne igennem årene:
- Amy Macdonald (2014)
- B.B. King (2004)
- Beady Eye
- Bill Wyman (2000)
- Bryan Adams (2008 & 2013)
- Bryan Ferry (2002)
- The Bloodhound Gang (2007)
- Deep Purple (2007)
- Del Amitri (1999)
- Duran Duran (2022)
- Elton John (2010)
- Franz Ferdinand (2009)
- George Ezra (2019)
- Jean Michel Jarre (2011)
- John Fogerty (2014)
- Katrina and the Waves (1997)
- Manfred Mann's Earth Band (1997)
- Ozzy Osbourne (2012)
- The Pretenders (2019)
- Queen (2016)
- Rod Stewart
- Roxette (2015)
- Runrig (2000 & 2008)
- Scorpions (2005)
- Status Quo (1995, 2003 & 2012)
- Texas (2006)
- Thin Lizzy
- Uriah Heep (1996)
- ZZ Top (2009 & 2019)
- Lewis Capaldi (2023)
- Westlife (2023)